# Stewart Filmscreen Corp.
Stewart Filmscreen ist ein US-amerikanisches Unternehmen mit Sitz in Torrance, Kalifornien, das sich auf Leinwände für Filmvorführungen und technische Leinwände wie Bluescreens spezialisiert hat.

## Geschichte

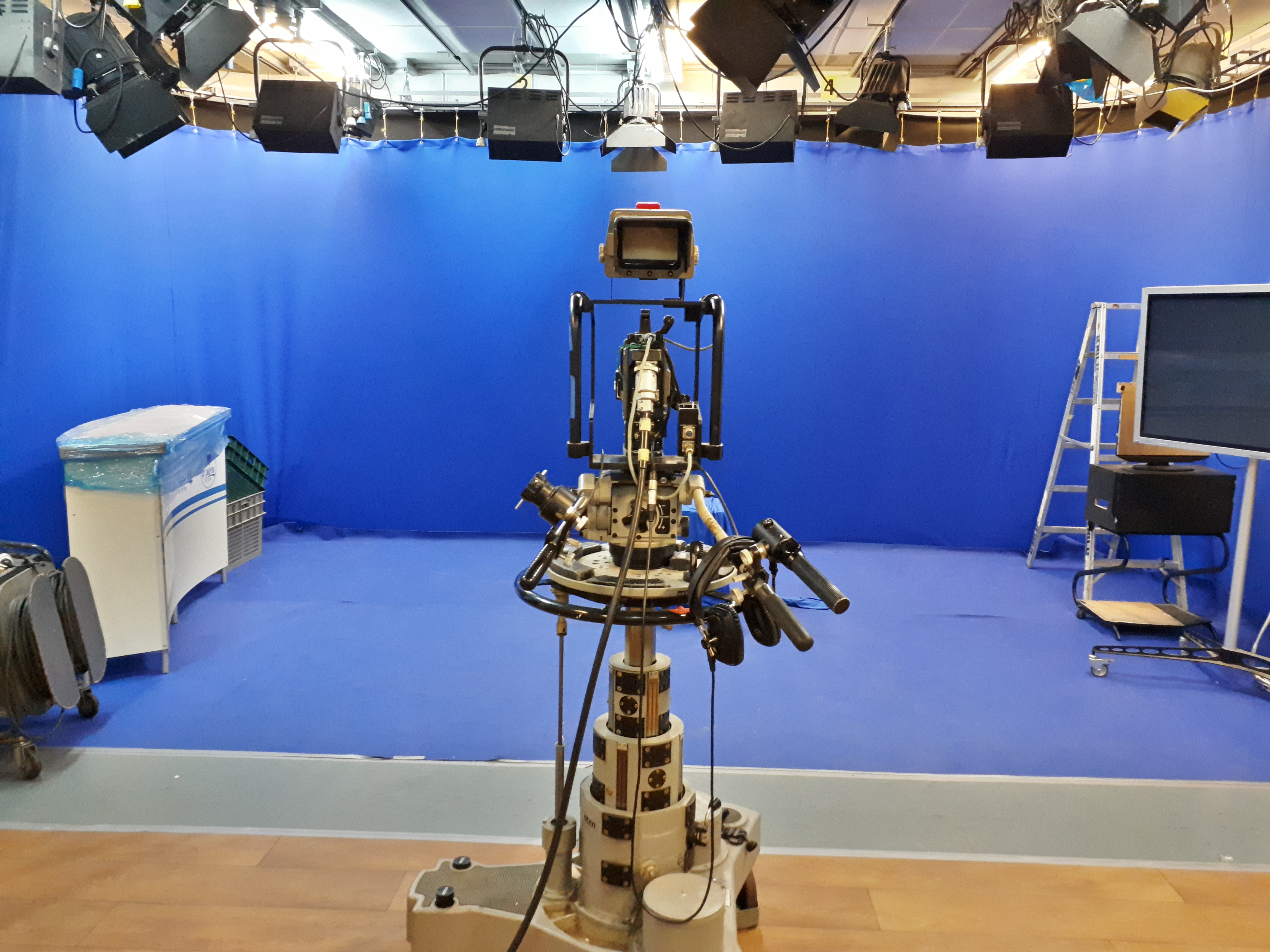
Beispiel für einen Bluescreen in einem Fernsehstudio.

Das Unternehmen wurde 1947 gegründet als Roy C. Stewart im Alter von 55 Jahren eine ehemalige Munitionsfabrik aus dem Zweiten Weltkrieg in Torrance, Kalifornien, erwarb, um mit der Herstellung von Leinwänden für die Filmindustrie zu beginnen. Er gründete das Unternehmen zusammen mit seinen beiden Söhnen und nannte es Roy C. Stewart & Sons.
1950 kaufte das Unternehmen neue Maschinen zur Herstellung größerer Leinwände, von denen eine im Grauman's Chinese Theatre installiert wurde.
1953 erforderte die Entwicklung von Projektionstechniken wie CinemaScope, VistaVision, Cinerama und Todd-AO die Entwicklung von Leinwänden, die größer als 18 × 36 Fuß (5,5 × 11 m) waren. Eine Fusion zwischen Stewart & Sons und der Trans-Lux Corporation, die den Namen Stewart Trans-Lux Corp. annahm, ermöglichte die Herstellung von Leinwänden, die größer als 40 × 90 Fuß (12 × 27,5 m) waren. Im Jahr 1955 zählte die Firma den gerade eröffneten Disneyland Park und den Staat Kalifornien zu ihren Kunden.
1957 erhielt das Unternehmen bei der 29. Oscar-Verleihung einen Technik-Oscar für die Entwicklung der Rückprojektionsformate HiTrans und Para-HiTrans mit Paramount Pictures.
Im Juni 1958 lieferte das Unternehmen für die Renovierung des Kuhio Theatre in Honolulu eine Au-Leinwand als Ergänzung zu einem Todd-AO-System, auf der der Film South Pacific uraufgeführt wurde. Für die Weltausstellung 1958 in Brüssel entwickelte das Unternehmen auf Anfrage des Ingenieurs Charles Eames ovale, gebogene Leinwände.
1963 erwarb die Familie Stewart den Anteil von Trans-Lux an dem Joint Venture. Am 4. Oktober 1963 änderte die Stewart Trans-Lux Corp. ihren Namen in Stewart Filmscreen. Im Jahr 1964 lieferte das Unternehmen Leinwände für die New York International Fair 1964.
Bei der 37. Oscarverleihung 1965 erhielt das Unternehmen einen Oscar für seinen technischen Beitrag zur Entwicklung des Bluescreen-Verfahrens. Für die HemisFair '68 liefert das Unternehmen 220 Leinwände und die dazugehörige Struktur für das Dome Theater im Texan Culture Pavilion.
1978 verwendeten die Disney-Studios für ihr Automatic Camera Effects System einen 16 × 25 Fuß (5 × 8 m) großen blauen Hintergrund, der von Stewart Filmscreen hergestellt wurde.
1986 entwarf Stewart Filmscreen die weltweit größte versteckte Leinwand, die in Cinecittà, Italien, aufgestellt wurde.
1988 wurde das Unternehmen für einen technischen Oscar für die Entwicklung eines hochauflösenden Bildschirms bei der 60. Oscarverleihung gehandelt, erhielt diesen jedoch nicht. Es wird jedoch als Marktführer für blaue Bildschirme anerkannt.
1990 entwickelte das Unternehmen Produkte, die das Angebot der belgischen Firma Barco ergänzten, wie z. B. eine Rollleinwand mit der Bezeichnung Videomatte 150 oder eine hochreflektierende Leinwand für ein System mit vier Projektoren.

## Auszeichnungen
Die Firma Stewart hat mehrere technische Oscars erhalten
- 1957: für die Entwicklung der Rückprojektionsformate HiTrans und Para-HiTrans mit Paramount Pictures
- 1965: für die Entwicklung der Bluescreen-Methode